# Gamtoos
Gamtoos je řeka v provincii Východní Kapsko v Jihoafrické republice. Pramení v pohoří Sneeuberge a jejími hlavními zdrojnicemi jsou řeky Kouga a Groot. Řeka měří 50 km pod názvem Gamtoos a celkově je dlouhá 650 km. Povodí má rozlohu 34 600 km².
Na řece leží města Steytlerville a Hankey. Voda slouží k zavlažování a v údolí řeky se pěstuje zelenina, ovoce, brambory a tabák. Při ústí řeky do Indického oceánu se nachází turistické letovisko Gamtoosmond s písčitými plážemi.
Na řece Kouga byla v roce 1969 postavena přehrada, ze sedmdesátých let pochází most na dálnici N2. V oblasti podél řeky se narodila Saartjie Baartmanová, známá jako „Hotentotská Venuše“.
Řeka protéká národním parkem Tsitsikamma. Žije zde endemický druh ryby galaxie africká.